# Old Arley
Old Arley är en by i Warwickshire i England. Byn är belägen 25 km 
från Warwick. Orten har 547 invånare (2015).